# Gabriele Thome
Gabriele Thome (* 24. Mai 1951 in Karlsruhe; † 27. Juni 2003 in Berlin) war deutsche Professorin für Klassische Philologie.

## Leben
Gabriele Thome studierte in Heidelberg und wurde 1978 bei Viktor Pöschl über Mezentius promoviert. Sie arbeitete am Thesaurus Linguae Latinae mit und habilitierte sich 1990 in München. Ihre Forschungsarbeiten konzentrierten sich auf die Wertvorstellungen der Antike. Sie hatte ab 1994 eine C3-Professur an der Freien Universität Berlin inne und war mehrere Jahre lang Direktorin des Instituts für Griechische und Lateinische Philologie. Gabriele Thome starb am 27. Juni 2003 nach kurzer, schwerer Krankheit. Sie wurde auf dem Karlsruher Hauptfriedhof beigesetzt.

## Veröffentlichungen (Auswahl)
- Vorstellungen vom Bösen in der lateinischen Literatur. Begriffe, Motive, Gestalten. Steiner, Stuttgart 1993, ISBN 3-515-06312-9.
- Zentrale Wertvorstellungen der Römer. Buchner, Bamberg 2000, Band 1 ISBN 3-7661-5445-1, Band 2 ISBN 3-7661-5446-X.
- mit Jens Holzhausen (Hrsg.), Es hat sich viel ereignet, Gutes wie Böses. Lateinische Geschichtsschreibung der Spät- und Nachantike. Saur, München/Leipzig 2001, ISBN 3-598-77690-X.
- mit Markus Schauer: Altera Ratio. 2003, ISBN 3515083154.